# Eupithecia fletcherata
Eupithecia fletcherata är en fjärilsart som beskrevs av Taylor 1907. Eupithecia fletcherata ingår i släktet Eupithecia och familjen mätare. Inga underarter finns listade i Catalogue of Life.